# Hovannes Adamián
Hovhannes (Ivan) Abgari Adamián (5 de febrero de 1879, Bakú-12 de septiembre de 1932, Leningrado) fue un ingeniero armenio (soviético), autor de más de 20 invenciones. Su primer experimento de televisión en color se exhibió en Londres en 1928, basado en el principio tricolor que lleva su nombre, motivo por el cual está considerado como uno de los fundadores de la televisión a color.

## Biografía
Adamián nació en una familia armenia dedicada a los negocios del petróleo. En 1897 terminó sus estudios en Bakú y se trasladó a Suiza. Estudió en las universidades de Zúrich y Berlín. Diseñó los sistemas de negro y blanco, así como los televisores a color. Desarrollando trabajos teóricos de otros cofundadores de la televisión a color como Le Blanc y Nipkov, la propuesta por Adamian fue la primera en el mundo en lograr resultados prácticos en la televisión a color y para llevar a cabo transferencias de la televisión a color. La primera televisión a color del proyecto es reclamado por Adamián, y fue patentado en Alemania en marzo de 1908 (pat. n.º 197183), luego en Gran Bretaña, en abril de 1908 (pat. n.º 7219), luego en Francia (pat. n.º 390326) y en Rusia en 1910 (pat. n.º 17912).
En 1925 Adamián demostró su "Eristavi", que es un dispositivo para la difusión de imágenes en color. Apoyado por sus amigos y ayudantes de Armenia, tuvo éxito en demostrar en una pantalla una serie de figuras a color y patrones transferidos desde el laboratorio lindante.
En 1913 Adamián regresó a Leningrado (hoy San Petersburgo), al norte de Rusia. Realizó extensas travesías a Armenia, antes de su muerte en 1932 en Leningrado. En 1970 sus restos fueron trasladados a Ereván, Armenia, al Panteón de Armenios Famosos.